# 時美真
時美真(英語：SHI MEI CHUN)，香港升學及就業輔導顧問，專欄作家，節目主持人，現香港科技專上書院校長及校監。

## 簡歷
時美真1955年香港出生，1970年代畢業於九龍真光中學，英國修讀碩士後，1980年代回流香港在香港理工學院(現香港理工大學)擔任教育發展主任一職，負責安排教材，由於她對海外升學及教育問題有經驗，被商業電台邀請主持節目並在報章寫專欄。1988年香港理工學院開設專業及持續教育中心，校方委派時美真當中心主管助理。 香港中文大學專業進修學院黃重光博士邀請她協助籌辦中大的校外課程。及後有開設顧問公司協助本港大專院校找尋及接洽海外大學來港開辦課程。
離開理大後，時美真當過中學校長，1997年創辦香港科技專上書院，2001年註冊成為非牟利教育機構，三年後向政府申請半山區卑利士道2號那打素醫院舊址作校舍。 2000年，她設立了香港專業教育網並擔任總編輯，每年進行一項香港最佳大學排名調查。

## 公職及專業服務
- 自資高等教育聯盟榮譽秘書[5]
- 香港專業教育網總編輯[6]
- 東方日報升學就業輔導專欄作家[7]
- 商業電台《與時並進》教育節目主持[8]
- 新城電台《教育網》教育節目主持
- 有線電視《有線兒童台》教育節目主持

## 著作
《溝通與說話-人際關係外篇》時美真、思風等著 突破機構出版 ISBN 962-264-024-9